# Van Houten (Unternehmen)

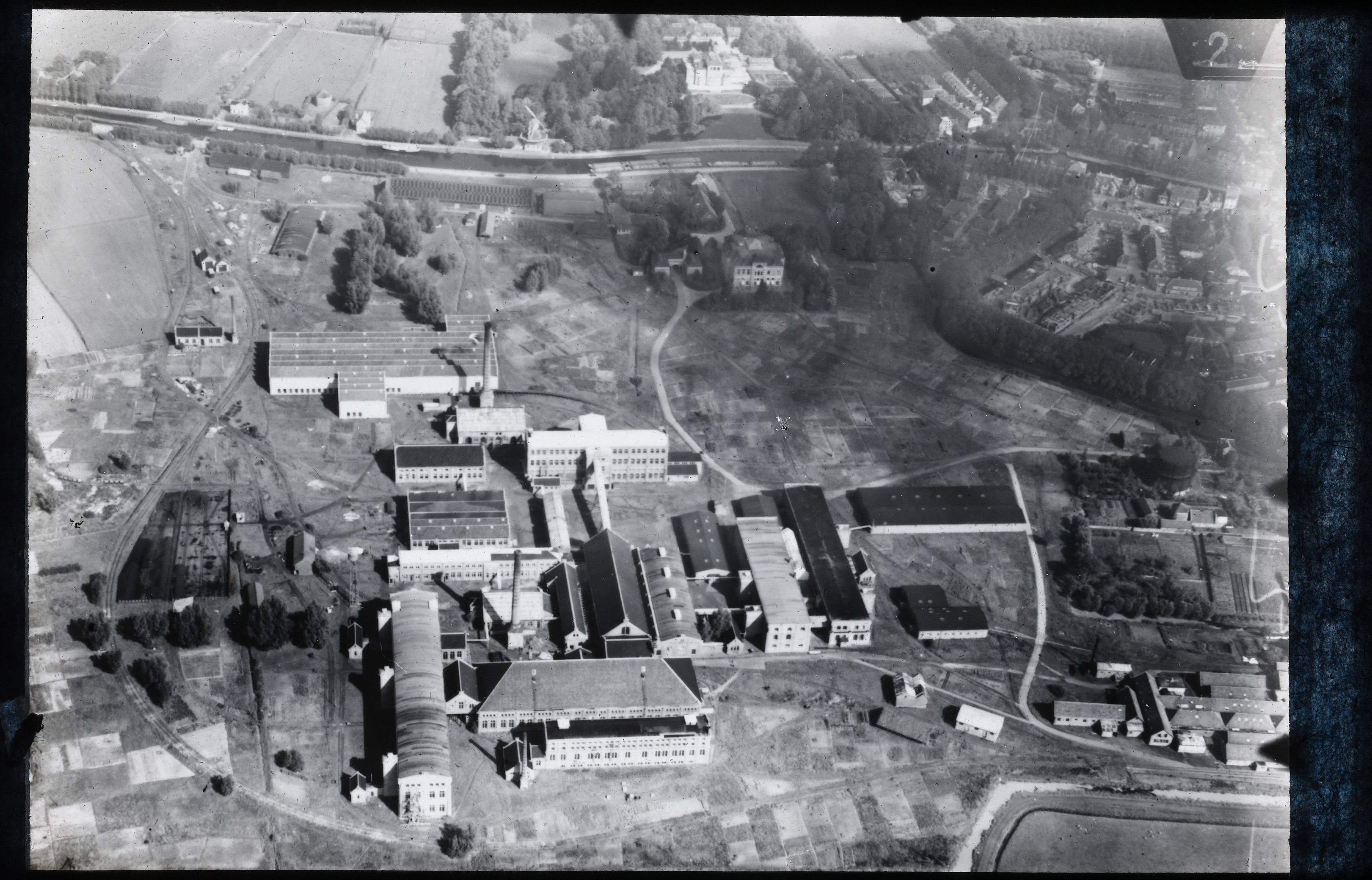
Van Houten Kakaofabrik (zwischen 1920 und 1940)

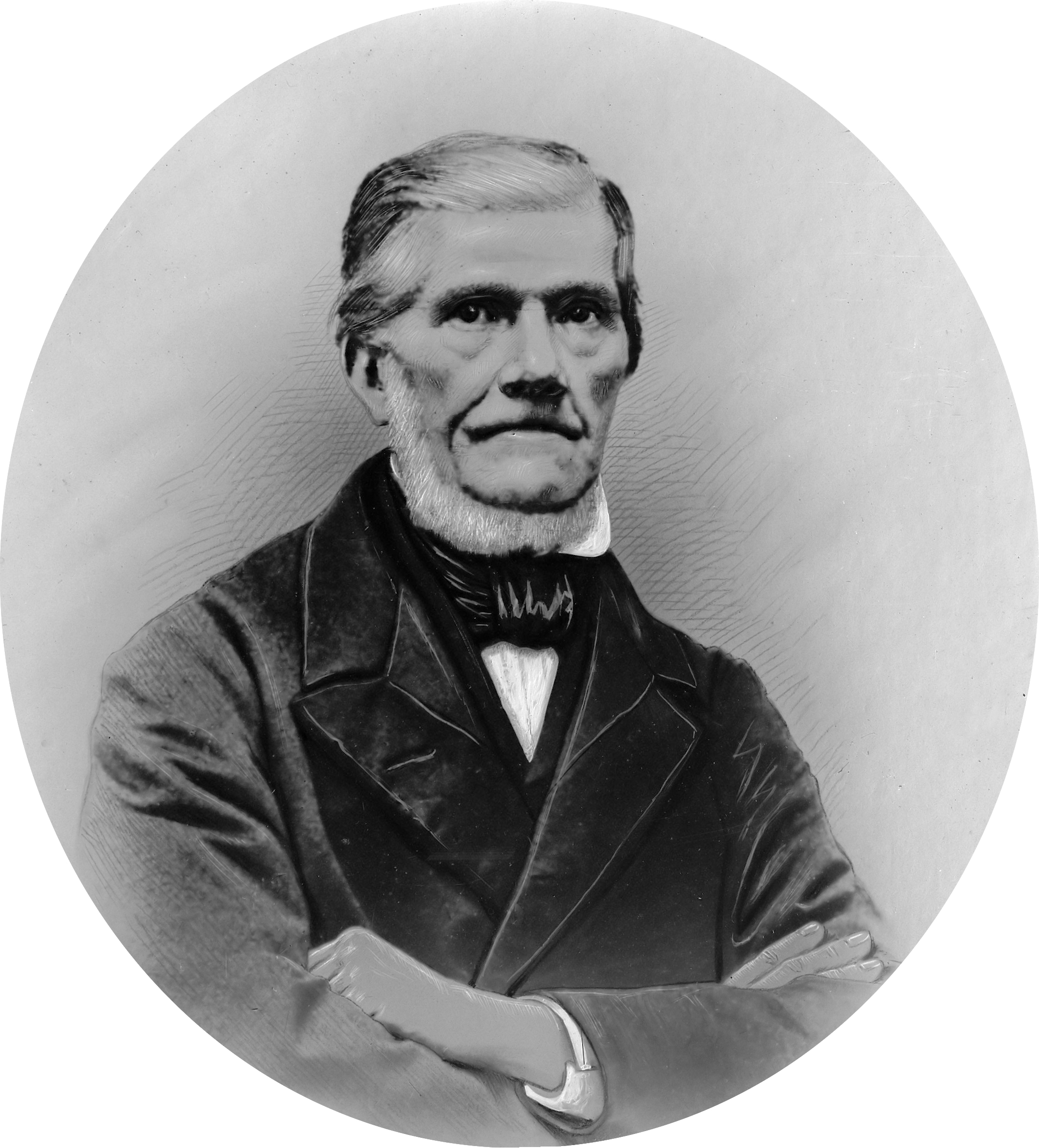
Coenraad Johannes van Houten

Die Koninklijke Cacao- en Chocoladefabrieken C.J. van Houten & Zoon NV te Weesp war ein 1815 gegründeter niederländischer Hersteller von Schokoladenprodukten, der seit 1972 nur noch als Marke existiert. Seine Erfindungen des Kakaopulvers und des Dutch Process gelten als wichtige Meilensteine der industriellen Schokoladenproduktion.
1963 wurde Van Houten von der Eigentümerfamilie an die US-amerikanische W. R. Grace and Company verkauft. 1972 verkauften die amerikanischen Eigentümer die weltweiten Exklusivrechte für die Herstellung und den Verkauf von Van-Houten-Produkten an den deutschen Schokoladenkonzern Leonard Monheim KG, den Hersteller von Trumpf Schokolade. Nach mehreren Übernahmen gehörte das Unternehmen seit 1996 zu dem belgischen Konzern Barry Callebaut, einer Philipp-Morris-Tochter, die Van Houten 2011 an das belgisch-niederländische Familienunternehmen Baronie verkaufte.

## Geschichte

### Casparus van Houten Sen.
Casparus van Houten Sen. (1770–1858) betrieb seit 1806 ein Kaffee- und Gewürzgeschäft in Amsterdam. Er eröffnete 1815 an der Leliegracht in Amsterdam eine Schokoladenfabrik, in der eine mit Muskelkraft betriebene Mühle stand. Damals wurden die Kakaobohnen noch zu einer feinen Masse gemahlen, die dann mit Milch zu Schokoladenmilch vermischt wurde oder unter Zugabe von Zucker, Zimt und Vanille die Grundlage für die Herstellung von Keksen war.
Im Jahr 1828 ließ Van Houten ein billiges Verfahren zum Auspressen des Fetts aus gerösteten Kakaobohnen mittels einer hydraulischen Kakaobutterpresse patentieren. Diese Erfindung wird in der Regel seinem Sohn Coenraad zugeschrieben, doch Recherchen des Journalisten Peter van Dam weisen darauf hin, dass Casparus van Houten der Erfinder war. Der Kern der Bohne, besser bekannt als Nib, enthält durchschnittlich 54 % Kakaobutter, die hauptsächlich aus natürlichem Fett besteht. Van Houtens Maschine reduzierte den Kakaobuttergehalt in den rohen Kakaobrocken um etwa die Hälfte. Diese Stücke konnten dann leicht zu Kakaopulver zerkleinert werden, als dessen Erfinder Van Houten gilt.
Das Patent lief 1838 aus, sodass andere Hersteller dem Beispiel von Van Houten folgten und Kakaopulver herstellten, wodurch immer mehr Schokoladenprodukte auf den Markt kamen.

### Coenraad van Houten
Coenraad J. van Houten (1801–1887) trat als Sohn von Casparus van Houten sen. die Nachfolge in der Leitung der damals schon weltberühmten Schokoladenfabrik an. Er heiratete 1835 eine Namensvetterin, Hermina van Houten (nicht verwandt), aus Groningen. 1842 verlegte er die Schokoladenproduktion in eine Windmühle in Leiden und löste damit die Tretmühlenproduktion ab. 1848 führte Coenraad Van Houten eine Weiterentwicklung ein, indem er das Pulver mit Alkalisalzen wie Kalium- und Natriumcarbonaten behandelte, wodurch es sich besser mit Wasser mischen ließ (Alkalisierung). Das Endprodukt hat eine dunkle Farbe und einen milden Geschmack. Heute wird dieses Verfahren weltweit angewendet und ist auch als Dutching bekannt. Die Einführung von Kakaopulver erleichterte die Zubereitung von Schokoladengetränken, aber es wurde auch möglich, Kakaopulver mit Zucker zu mischen und dann wieder Kakaobutter hinzuzufügen, sodass z. B. Schokoladenpaste hergestellt werden konnte.
1850 zog das Unternehmen in eine leerstehende ehemalige Dampfwäscherei an der Oude Gracht in Weesp, die in einem früheren Waisenhaus untergebracht war.

### Casparus van Houten jr.
Casparus van Houten jr. (1844–1901), Sohn von Coenraad, arbeitete ab 1865 für das Unternehmen. Unter seiner Leitung wurde der Kakao ab 1865 in Dosen verpackt, was ihn besser halt- und transportierbar machte. Das führte zu einer deutlichen Absatzsteigerung. Das Unternehmen wurde zur weltweiten Marke und exportierte 1890 in die USA, nach England, Frankreich und Deutschland.

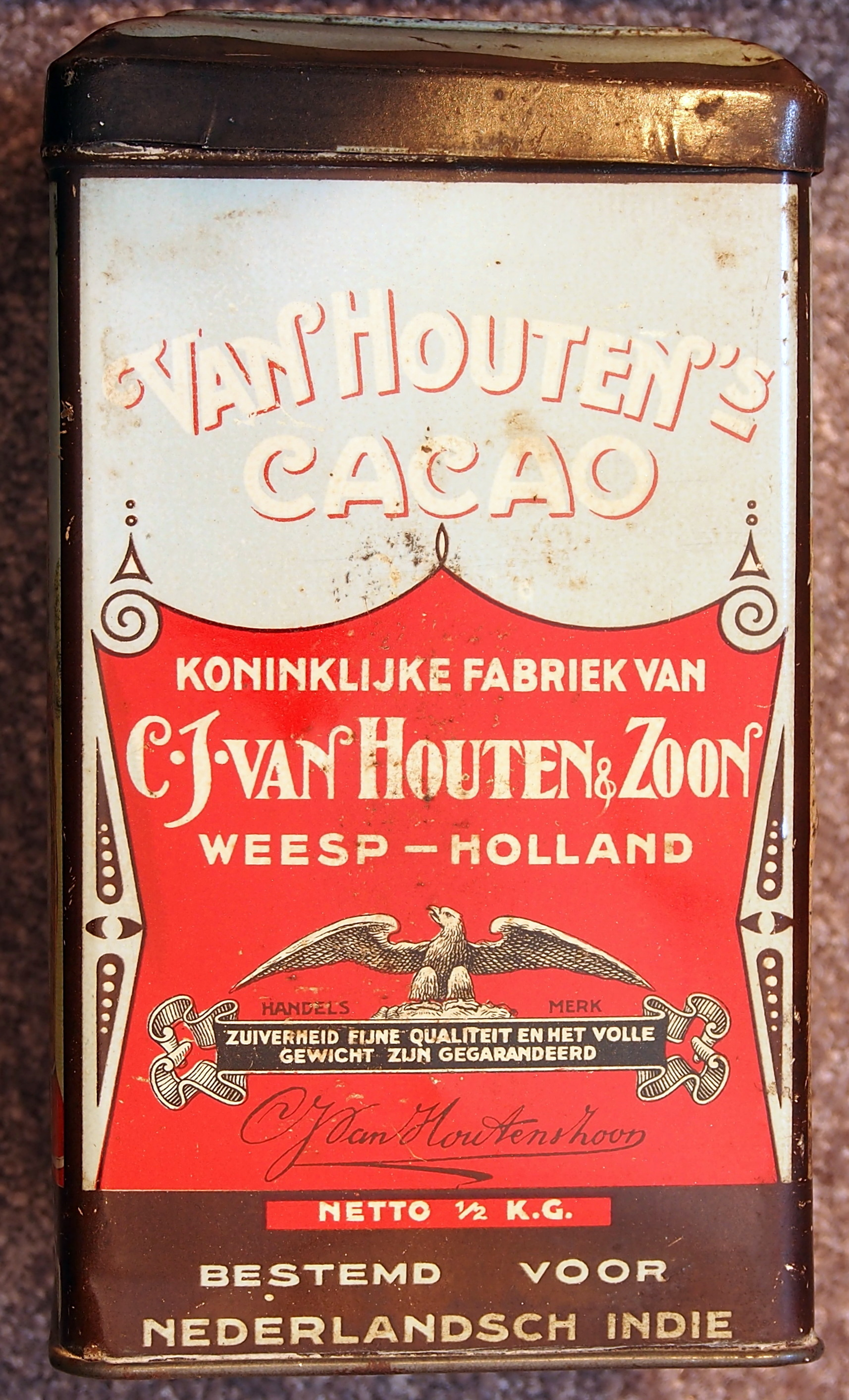
Alte Van-Houten-Dose

Auch Casparus’ Gespür für Marketing trug zum Wachstum des Unternehmens bei. Van Houten gehörte zu den ersten Unternehmen, die mit Plakaten auf Straßenbahnwagen in den großen Städten Europas und der Vereinigten Staaten warben. Bereits 1899 produzierte die Van Houten-Gruppe einen Kinowerbefilm, in dem ein müder und verschlafener Büroangestellter nach dem Verzehr von Schokolade auf wundersame Weise wieder zum Leben erwacht. Ebenso warben Stan Laurel und Oliver Hardy auf Fotos für den Kakao von Van Houten.
Casparus Jr. drückte dem Unternehmensstandort Weesp seinen Stempel auf. 1888 kaufte er 40 Hektar Land außerhalb von Weesp im Aetsveltsepolder, auf dem von 1890 bis 1897 ein neuer Fabrikkomplex errichtet wurde, da der Standort im Zentrum von Weesp zu klein geworden war. Diese Erweiterung und Modernisierung bedeutete einen enormen wirtschaftlichen Aufschwung für die Stadt. 1900 beschäftigte das Unternehmen 1000 Mitarbeiter, was 40 Prozent der männlichen Arbeitskräfte von Weesp entsprach.
Außerdem kaufte Casparus 1896 die Mühle 't Haantje an der Smal Weesp, um deren Abriss zu verhindern. Sein neuer Wohnsitz befand sich ebenfalls in Weesp. Der Bau der Villa Casparus mit 99 Zimmern nach einem Entwurf des Amsterdamer Architekten Abraham Salm dauerte von 1897 bis 1901, dem Jahr, in dem Casparus van Houten jr. starb.

### Douwinus Johannes van Houten und Geert van Mesdag
Im Juni 1890 heiratete die einzige Enkelin von Coenraad van Houten, Hermina Maxwils, Geert van Mesdag (1863–1939). Van Mesdag wurde in die Geschäftsleitung aufgenommen. 1895 trat auch Douwinus Johannes van Houten in die Geschäftsführung ein, dessen Vater ein Cousin von Coenraad war. Ab Ende 1903 waren Van Mesdag und Van Houten alleinige Eigentümer des Unternehmens.
1906 bauten sie an dem Standort alter Produktionshallen eine protestantische Kirche für Weesp, die aber zunächst im Unternehmensbesitz blieb.1940 ging sie in den Besitz der Niederländischen Protestantenvereinigung über. In Weesp ist das Gebäude unter dem Namen Het Chocoladekerkje bekannt.

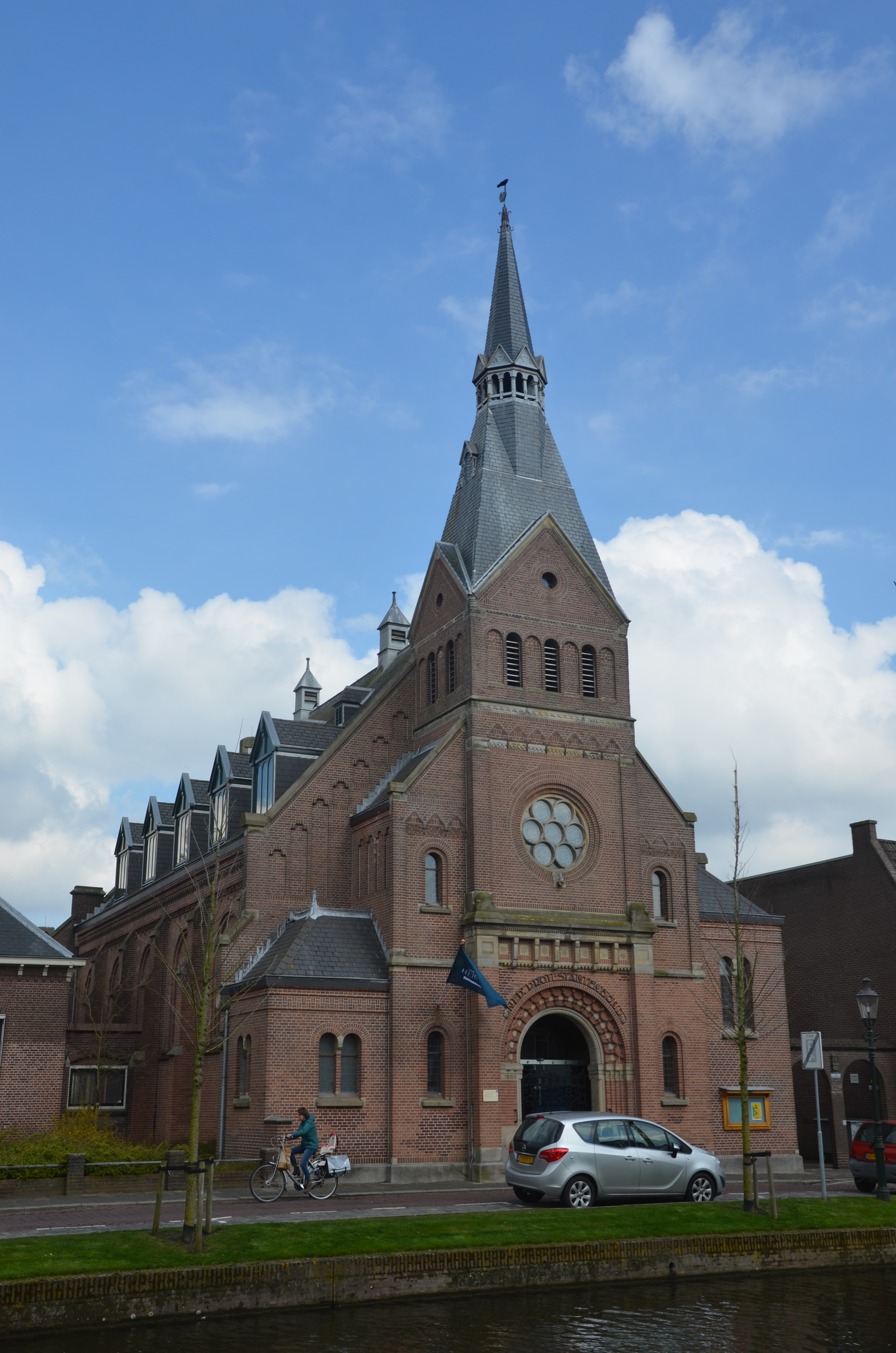
Die Van-Houten-Kirche in Weesp

Im Jahr 1907 gab van Houten bei einem Umsatz von 7,3 Millionen Gulden fast 1,5 Millionen Gulden für Werbung aus.
Während des Ersten Weltkriegs kam die Versorgung mit Kakaobohnen zum Erliegen und auch die Lieferung von deutscher Kohle für die Dampfmaschinen stagnierte. In den Jahren 1916 und 1917 waren die Verkäufe gering und der Umsatz ging gegen Null, das Personal wurde entlassen, um die Kosten zu senken. Das Kriegsende brachte zwar eine gewisse Besserung, doch 1921 musste das Unternehmen aufgrund einer weltweiten Währungskrise und Streiks in den Seehäfen, die den Export stark behinderten, Verluste hinnehmen. Im Jahr 1928 wurde das 100-jährige Bestehen ausgiebig gefeiert, aber diesem festlichen Ereignis folgte die große Wirtschaftskrise der 1930er Jahre. 1933 trat Douwinus van Houten von der Geschäftsführung zurück und beendete damit einen langen Konflikt mit den Van Mesdags. Zwei Jahre später wurde Van Houten in eine Aktiengesellschaft umgewandelt.
Im Zweiten Weltkrieg waren die Probleme ähnlich wie in den Jahren 1914 bis 1918. Andere Produkte wie Pudding, künstliche Sahne, Bratensoßenpulver und Kaffeeersatz wurden auf den Markt gebracht, um den Umsatz zu steigern und die Arbeitskräfte zu beschäftigen. Im weiteren Verlauf des Krieges verschwanden diese Produkte wieder, weil es an Rohstoffen mangelte. Van Houten hatte das Glück, dass die Fabriken den Krieg ohne größere Schäden überstanden.

### Rob van Mesdag und Maarten van Mesdag
1959 trat mit Rob van Mesdag und Maarten van Mesdag eine neue Generation in die Leitung des Unternehmens ein.
Im Jahr 1961 beschäftigte van Houten 2500 Mitarbeiter, davon 1300 außerhalb der Niederlande. Die Produkte wurden in mehr als 70 Länder exportiert, wobei Japan, Hongkong, Kanada und Italien zu den wichtigsten Märkten gehörten.

### Wechselnde Eigentümer
1963 erwarb der US-amerikanische Handels- und Chemiekonzern W. R. Grace von den van Mesdags, den Nachkommen der Gründer der Van-Houten-Fabriken, 76 % der Aktien von Van Houten.
1968 verkaufte W. R. Grace 51 % der Van-Houten-Anteile an das US-amerikanische Unternehmen Peter Paul Inc. Ein Ziel des Kaufs der Anteile durch Peter Paul war, zusätzliche Absatzmöglichkeiten für US-Produkte über das Van-Houten-Netzwerk zu gewinnen.
Diese Übernahme war nicht erfolgreich und Van Houten musste Verluste hinnehmen. 1972 verkauften die US-Eigentümer die Exklusivrechte für die Herstellung und den Verkauf von Van-Houten-Produkten fast auf der ganzen Welt an den deutschen Schokoladenkonzern Leonard Monheim, der die Vertriebsorganisation übernahm, aber die Produktion von Weesp in seine eigenen Fabriken in Deutschland verlegte.1971 wurden die Fabriken in Weesp geschlossen, und 573 Mitarbeiter wurden arbeitslos. 1986 verkaufte Peter Ludwig, mittlerweile Eigentümer des Monheim-Konzerns, van Houten an Jacobs Suchard. Bereits 1990 verkaufte deren Eigentümer Klaus Johann Jacobs jedoch an Phillipp Morris weiter, die Van Houten 1996 mit ihrer Tochter Barry Callebaut fusionierten, Callebaut verkaufte Van Houten 2011 an Baronie.